# Masacre real en Nepal
La masacre real en Nepal ocurrió el viernes 1 de junio de 2001 en una casa en los terrenos del Palacio Real de Narayanhity, por aquel entonces la residencia del rey de Nepal. Entre los nueve miembros de la familia real asesinados estaban el rey Birendra de Nepal y la reina Aishwarya, el padre y la madre de Dipendra. El Príncipe Dipendra se convirtió de iure en Rey de Nepal al fallecer su padre y murió después de un coma que duró tres días después de los hechos; en cambio, hay rumores de que Dipendra ya había fallecido antes de haber sido proclamado rey. Le sucedió su tío Gyanendra como monarca y como último rey de Nepal.

## Revisión de los hechos
Según los informes, Dipendra había estado bebiendo en abundancia y trató mal a uno de sus invitados, lo que causó que su padre, el rey Birendra, ordenase a su hijo a abandonar la fiesta. Un Dipendra en estado de embriaguez fue dirigido a su habitación por su hermano el príncipe Nirajan y su primo el príncipe Paras.
Una hora más tarde, Dipendra volvió a la fiesta armado con un subfusil HKMP5 y un fusil M16 y disparó al techo una sola vez, antes de disparar a su padre, el rey Birendra. Segundos más tarde, Dipendra disparó a una de sus tías. Luego disparó a su tío Dhirendra a bocajarro en el pecho mientras trataba de detener a Dipendra. Durante el tiroteo, el príncipe Paras sufrió heridas leves e intentó salvar a tres miembros de la familia real, incluyendo a dos niños, arrastrando un sofá por encima de ellos.
Durante el ataque, Dipendra entraba y salía de la habitación disparando. Su madre, la reina Aishwarya, que entró en la habitación al oír los tiros, salió rápidamente en busca de ayuda.
La madre de Dipendra, Aishwarya y su hermano Nirajan se enfrentaron con él en el jardín del palacio, donde fallecieron a causa de los disparos. Dipendra se dirigió a un puente que salvaba un arroyo que corre a través del palacio y se disparó a sí mismo.